# Hidroftàlmia
La hidroftàlmia, buftàlmia, còrnia globosa o ull de bou (tradicionalment descrita com a «hidropesia de l'ull») és una malaltia ocular congènita que produeix una distensió i un enduriment del globus ocular, a causa d'un augment de la secreció de l'humor o una excessiva retenció d'aquesta, la qual cosa porta amb si un augment de la pressió intraocular. Per això sol considerar-se una forma de glaucoma.